# 捷克国家女子冰球队
捷克女子冰球代表隊是代表捷克参加国际冰球联合会舉辦的世界女子冰球锦标赛（1999年首次參加）以及冬奧會的女子冰球國家隊。女子国家队由捷克冰球协会管理。截至2021年，捷克共有4142名女冰球球员，並且克女子冰球代表隊在世界上排名第七。

## 外部鏈接
- 官方网站
- IIHF profile （页面存档备份，存于）